# Alemitu Bekele (1977)
Alemitu Bekele Degfa (Shoa, 17 september 1977) is een Turkse atlete van Ethiopische afkomst, die is gespecialiseerd in de 5000 m. Eenmaal nam ze deel aan de Olympische Spelen, maar bleef medailleloos.

## Biografie
Op de Olympische Spelen van 2008 in Peking nam Bekele deel aan de 5000 m. In een tijd van 15.48,48 eindigde ze zevende in de finale. In 2009 behaalde Bekele haar eerste internationale titel: op het Europese indoorkampioenschappen in Turijn was ze de snelste in de finale van 3000 m. 
Op de Europese kampioenschappen van 2010 in Barcelona werd Bekele kampioene op de 5000 m.
Begin 2013 geraakte bekend, dat Bekele onregelmatige waarden had laten optekenen in haar biologisch paspoort. Ze werd geschorst voor een periode van vier jaar tot 14 februari 2016. Al haar resultaten vanaf 17 augustus 2009 werden ook geschrapt, zodat Bekele haar Europese titel van 2010 diende in te leveren aan Elvan Abeylegesse.

## Titels
- Europees kampioene 5000 m - 2010
- Europees indoorkampioene 3000 m - 2009

## Persoonlijke records
Outdoor
| Onderdeel   | Prestatie | Datum        | Plaats    |
| ----------- | --------- | ------------ | --------- |
| 1500 m      | 4.06,32   | 29 juni 2008 | Istanboel |
| 1 Eng. mijl | 4.33,46   | 7 juni 2008  | Istanboel |
| 3000 m      | 8.55,51   | 5 juli 2007  | Sofia     |
| 5000 m      | 15.05,85  | 31 mei 2008  | Izmir     |

Indoor
| Afstand | Prestatie           | Datum        | Plaats |
| ------- | ------------------- | ------------ | ------ |
| 3000 m  | 8.46,50 (nat. rec.) | 8 maart 2009 | Turijn |

## Palmares

### 3000 m
- 2009:  EK indoor - 8.46,50
- 2010: DQ WK Indoor  (was 5e in 8.53,78)

### 5000 m
- 2008: 7e OS - 15.48,48
- 2010: DQ EK (was  in 14.52,20)

### veldlopen
- 2000: 58e WK (korte afstand) - 13.52